# 13 juni
13 juni är den 164:e dagen på året i den gregorianska kalendern (165:e under skottår). Det återstår 201 dagar av året.

## Namnsdagar

### I den svenska almanackan
- Nuvarande – Aina och Aino
- Föregående i bokstavsordning
  - Aina – Namnet infördes på dagens datum 1901 och har funnits där sedan dess.
  - Aino – Namnet infördes på dagens datum 1986. 1993 utgick det, men återinfördes 2001 på dagens datum.
  - Antonius – Namnet fanns, till minne av franciskanermunken Antonius av Padua, som levde på 1200-talet, på dagens datum före 1901, men utgick långt innan dess, för att ge plats åt Aqvilina.
  - Aqvilina – Namnet fanns, till minne av en martyr från Syrien på 200-talet, på dagens datum före 1901, då det utgick.
  - Eila – Namnet infördes 1986 på 3 oktober, men flyttades 1993 till dagens datum och utgick 2001.
  - Roine – Namnet infördes på dagens datum 1986. 1993 flyttades det till 9 augusti, men utgick 2001.
- Föregående i kronologisk ordning
  - Före 1901 – Aqvilina och Antonius
  - 1901–1985 – Aina
  - 1986–1992 – Aina, Aino och Roine
  - 1993–2000 – Aina och Eila
  - Från 2001 – Aina och Aino
- Källor
  - Brylla, Eva (red.): Namnlängdsboken, Norstedts ordbok, Stockholm, 2000. ISBN 91-7227-204-X
  - af Klintberg, Bengt: Namnen i almanackan, Norstedts ordbok, Stockholm, 2001. ISBN 91-7227-292-9

### Finlandssvenska almanackan
- Nuvarande från 1995[1] – Åsa, Aslög
- I föregående revideringar[a][2]
  - 1929–1949 – Edla
  - 1950–1994 – Åsa

## Händelser
- 313 – De båda romerska kejsarna Konstantin den store och Licinius utfärdar ediktet i Milano, där de deklarerar att romerska riket ska förhålla sig neutralt i religiösa frågor. Detta innebär att förföljelsen av kristna, som har pågått i ungefär 300 år (sedan Jesu tid) nu upphör och ediktet blir en bekräftelse på ett edikt om religionsfrihet, som de har utfärdat året innan, men också en utökning av det, då man genom det milanesiska ediktet även beslutar, att kristna kyrkor och gods som har blivit beslagtagna ska återlämnas till de kristna. Detta blir ett led i det paradigmskifte, som romerska riket genomgår under 300-talet, från förföljelse av de kristna via religionsfrihet och att kejsaren övergår till denna tro till att kristendomen antas som romerska rikets statsreligion genom ediktet i Thessaloniki 380.
- 1789 – Efter ett dygns strider avslutas slaget vid Porrassalmi med svensk seger över de ryska trupperna, trots att ryssarna är nästan tio gånger så många som svenskarna. Detta blir den första svenska segern under det pågående kriget mot Ryssland, men fem dagar senare utkämpas ett nytt slag på platsen och även om svenskarna segrar även i detta är de därefter så försvagade, att de tvingas dra sig tillbaka från sina ställningar vid sjön Porrassalmi.
- 1944 – En tysk V-2-raket med testnummer 4089 havererar klockan kvart över tre på eftermiddagen nära Bäckebo utanför Nybro i Småland och får sedermera, efter nedfallsorten, namnet Bäckebobomben. Den är avfyrad från den tyska raketbasen i Peenemünde och är förmodligen avsedd att landa på det tyskockuperade danska Bornholm. Den exploderar på hög höjd med en öronbedövande knall, och de nedfallande delarna sliter sönder flera träd och skapar en krater med fem meters diameter. Två ton vrakdelar samlas in och skickas för analys först till Stockholm och senare till Storbritannien.
- 1952 – Ett svenskt signalspaningsplan av typ Douglas DC-3 blir nedskjutet av sovjetiskt flyg över internationellt vatten öster om Gotska Sandön i Östersjön, då det är på hemväg mot Bromma. Planet försvinner spårlöst, sånär som på en tom räddningsflotte, som hittas flytande på vattnet. Detta utlöser en diplomatisk kris mellan Sverige och Sovjetunionen, särskilt som ryssarna förnekar att de skulle ha skjutit ner planet. Krisen förvärras tre dagar senare, då ett Catalinaplan, som är ute och söker efter den försvunna DC-3:an, också blir beskjutet och tvingas nödlanda på vattnet (dock i närheten av ett tyskt fartyg, som kan rädda samtliga ur dess besättning). Först 1956 erkänner Sovjet sig skyldigt till nedskjutningarna och inte förrän 2003 återfinns vraket efter DC-3:an.
- 1971 – Den amerikanska dagstidningen The New York Times börjar publicera utdrag ur The Pentagon Papers efter att den förre krigsanalytikern på amerikanska försvarsdepartementet Daniel Ellsberg har läckt detta egentligen hemligstämplade material till pressen. Detta dokument, på 7 000 sidor, är en redogörelse för USA:s inblandning i Vietnamkriget mellan 1945 och 1971, och då en hel del oegentligheter framkommer gör president Richard Nixon och hans administration flera försök att stoppa publiceringen som även sker i tidningen The Washington Post. Två veckor senare klargör dock USA:s högsta domstol att tidningarna har rätt att fortsätta publiceringen.
- 1981 – Under årets firande av den brittiska drottning Elizabeth II:s officiella födelsedag och den årliga födelsedagsparaden i London avfyrar den 17-årige Marcus Sarjeant sex blanka skott mot henne, när hon rider förbi på sin häst. Till en början blir hästen skrämd, men drottningen lyckas få styr på den, och eftersom skotten är blanka förblir monarken oskadd. Sarjeant säger senare, vid rättegången mot honom, att han gjorde det hela för att bli berömd och att han har blivit inspirerad av mordet på John Lennon ett halvår tidigare och av mordförsöken mot den amerikanske presidenten Ronald Reagan och påven Johannes Paulus II tidigare under året. Han döms till fem års fängelse för dådet och blir den förste sedan 1966 som döms enligt 1842 års förräderilag. Efter tre år i fängelse blir han i oktober 1984 frisläppt och byter då namn.
- 2002 – ABM-avtalet upphävs.
- 2004 – I årets svenska europaparlamentsval blir den starkt EU-kritiska grupperingen Junilistan tredje största parti (efter Socialdemokraterna och Moderaterna) med 14,5 procent av rösterna och får därmed 3 av Sveriges 19 mandat. Av de övriga sju etablerade partierna (Vänsterpartiet, Socialdemokraterna, Miljöpartiet, Centerpartiet, Folkpartiet, Moderaterna och Kristdemokraterna) förlorar samtliga utom Centerpartiet ett mandat vardera.
- 2005 – Efter att den amerikanske världsstjärnan Michael Jackson 2003 för andra gången har blivit anklagad för sexuella övergrepp mot barn, avslutas nu den fem månader långa rättegången mot honom. Jackson frias på samtliga åtalspunkter.

## Födda
- 823 – Karl den skallige, kung av Västfrankiska riket från 843, av Akvitanien från 848, av Lothringen 869–870 och av Italien från 876 samt romersk kejsare 875-877
- 1747 – Gerhard von Heidenstam, svensk diplomat och orientalist
- 1752 – Fanny Burney, brittisk författare och dagboksförare
- 1753 – Johan Afzelius, svensk kemist
- 1773 – Thomas Young, brittisk fysiker, läkare och hieroglyftydare
- 1805 – Magnus von Wright, finländsk målare
- 1808 – Patrice de Mac-Mahon, fransk militär, hertig och marskalk, Frankrikes president 1873–1879
- 1811 – Fredrik Ferdinand Carlson, svensk historiker och politiker, ledamot av Svenska Akademien från 1859, Sveriges ecklesiastikminister 1863–1870 och 1875–1878
- 1817 – Erik af Edholm, svensk militär och hovmarskalk, chef för Dramaten 1866–1881
- 1831 – James Clerk Maxwell, brittisk matematiker och fysiker
- 1839 – Fredrik Åkerblom, svensk tidningsredaktör, författare, filosofie doktor och riksdagsman
- 1854
  - Max Vogler, tysk lyriker, författare, recensent och litteraturhistoriker
  - Jenny Nyström, svensk konstnär och illustratör
- 1858 – Emma Bendz, svensk författare
- 1864 – Rudolf Kjellén, svensk statsvetare och högerpolitiker
- 1865 – William Butler Yeats, irländsk författare och poet, mottagare av Nobelpriset i litteratur 1923
- 1870 – Jules Bordet, belgisk mikrobiolog och immunolog, mottagare av Nobelpriset i fysiologi eller medicin 1919
- 1873 – Karin Swanström, svensk skådespelare, regissör, producent och teaterdirektör
- 1875 – Miriam A. Ferguson, amerikansk demokratisk politiker, guvernör i Texas 1925–1927 och 1933–1935
- 1884
  - Gerald Gardner, brittisk författare samt amatörantropolog och -arkeolog, en av grundarna av wiccareligionen
  - Étienne Gilson, fransk filosof och författare
- 1887 – André François-Poncet, fransk politiker och diplomat
- 1891 – Harry Roeck-Hansen, svensk skådespelare och teaterdirektör
- 1892 – Basil Rathbone, brittisk skådespelare
- 1893
  - Oscar Rydqvist, svensk journalist, författare, dramatiker, manusförfattare och regissör
  - Dorothy L. Sayers, brittisk deckarförfattare och översättare
- 1896 – Anders Henrikson, svensk regissör, manusförfattare och skådespelare
- 1897 – Paavo Nurmi, finländsk medel- och långdistanslöpare
- 1901 – Tage Erlander, svensk socialdemokratisk politiker, Sveriges civilförsvarsminister och biträdande socialminister 1944–1945, ecklesiastikminister 1945–1946 samt statsminister och partiledare för Socialdemokraterna 1946–1969
- 1909 – E.M.S. Nambodiripad, indisk kommunistisk politiker
- 1911 – Luis Alvarez, amerikansk fysiker, mottagare av Nobelpriset i fysik 1968
- 1915 – Donald Budge, amerikansk tennisspelare
- 1918 – Carl-Axel Hallgren, svensk skådespelare och operasångare (baryton)
- 1922 – Etienne Leroux, sydafrikansk författare
- 1923 – Christian Bratt, svensk skådespelare och sångare
- 1927 – Slim Dusty, australisk countrymusiker
- 1929 – Robert W. Scott, amerikansk demokratisk politiker, guvernör i North Carolina 1969–1973
- 1931 – Irvin Yalom, amerikansk läkare, psykoterapeut och författare
- 1935 – Christo Vladimirov Javacheff, bulgarisk konstnär
- 1942 – Inger Hammar, svensk lärare och historiker
- 1943
  - Malcolm McDowell, brittisk skådespelare
  - Jim Guy Tucker, amerikansk demokratisk politiker, guvernör i Arkansas 1992–1996
- 1944
  - Ban Ki-moon, sydkoreansk politiker och diplomat, Förenta nationernas generalsekreterare 2007–2017.
  - David Curry, brittisk konservativ politiker, parlamentsledamot 1987–2010
- 1945 – Whitley Strieber, amerikansk författare
- 1946 – Paul Modrich, amerikansk biokemist, mottagare av Nobelpriset i kemi 2015
- 1947 – Jerry Nadler, amerikansk demokratisk politiker, kongressledamot 1992–
- 1949
  - Simon Callow, brittisk skådespelare, regissör och författare
  - Ann Druyan, amerikansk författare
- 1950 – Nick Brown, brittisk labourpolitiker, parlamentsledamot 1983–, Storbritanniens jordbruksminister 1998–2001
- 1951 – Stellan Skarsgård, svensk skådespelare
- 1953 – Tim Allen, amerikansk skådespelare och komiker
- 1962 – Mark Frankel, brittisk skådespelare
- 1963 – Bettina Bunge, tysk tennisspelare
- 1965 – Juha Valjakkala, finländsk brottsling, som 1988 begick Åmselemorden
- 1969 – Jamie Walters, amerikansk skådespelare och musiker
- 1970
  - Rivers Cuomo, amerikansk musiker, sångare, gitarrist och låtskrivare, medlem i gruppen Weezer
  - Mikael Ljungberg, svensk brottare
- 1974 – Stephen Gilchrist Glover, amerikansk skateboardåkare och tv-personlighet med smeknamnet Steve-O, känd från tv-serien Jackass
- 1977 – Riikka Purra, finländsk politiker
- 1978 – Heather Petri, amerikansk vattenpolospelare
- 1980 – Angelica Alm, svensk musiker och pianist
- 1981 – Chris Evans, amerikansk skådespelare
- 1986
  - Mary-Kate Olsen, amerikansk skådespelare och modeskapare
  - Ashley Olsen, amerikansk skådespelare
  - Måns Zelmerlöw, svensk popsångare, musikalartist, programledare, dansare och låtskrivare
  - Kat Dennings, amerikansk skådespelare
- 1990 – Aaron Taylor-Johnson, brittisk skådespelare
- 1992 – Linn Koch-Emmery, svensk artist och journalist

## Avlidna
- 1231 – Antonius av Padua, portugisisk-italiensk franciskanermunk, präst, teolog och helgon
- 1483 – Rikard Grey, engelsk adelsman
- 1812 – Benjamin Höijer, svensk universitetslärare och kantiansk filosof
- 1878 – Carl Stål, svensk entomolog
- 1880
  - James A. Bayard Jr., amerikansk demokratisk politiker, senator för Delaware
  - Heinrich Strack, tysk arkitekt
- 1881 – Nils Samuel von Koch, svensk ämbetsman, Sveriges justitiekansler
- 1899 – Lawson Tait, brittisk läkare och gynekolog
- 1913 – Otto Hjelt, finländsk läkare och professor
- 1918 – Samuel Jean de Pozzi, fransk gynekolog
- 1920 – Essad Pascha Toptani, albansk militär och politiker
- 1925 – Adolf Noreen, svensk språkforskare, professor i nordiska språk vid Uppsala universitet, ledamot av Svenska Akademien
- 1931 – Jesse Boot, brittisk farmaceut och affärsman
- 1932 – William C. Redfield, amerikansk demokratisk politiker, USA:s handelsminister
- 1948 – Osamu Dazai, japansk författare
- 1965 – Martin Buber, österrikisk judisk religionsfilosof och professor
- 1972 – Georg von Békésy, ungersk biofysiker, mottagare av Nobelpriset i fysiologi eller medicin
- 1977 – Tom C. Clark, amerikansk demokratisk politiker, USA:s justitieminister, domare i USA:s högsta domstol
- 1982 – Khalid bin Abdul Aziz, kung av Saudiarabien
- 1986
  - Benny Goodman, amerikansk klarinettist och orkesterledare
  - Ulla Strömstedt, svensk skådespelare
- 1987 – Geraldine Page, amerikansk skådespelare
- 1989 – Arne Söderberg, svensk dragspelsmusiker, musiklärare och kompositör
- 1990 – Kjell Stensson, svensk radiotekniker, radioprofil och författare
- 2006 – Charles Haughey, irländsk politiker, Irlands justitieminister, lantbruksminister, finansminister, social- och hälsominister samt premiärminister
- 2008 – Tim Russert, amerikansk advokat, journalist och programledare
- 2012
  - Roger Garaudy, fransk filosof, författare och förintelseförnekare
  - William S. Knowles, amerikansk kemist, mottagare av Nobelpriset i kemi 2001
- 2014
  - Berislav Klobučar, kroatisk dirigent
  - Sara Widén, svensk operasolist vid Kungliga Operan
- 2015
  - Magnus Härenstam, svensk skådespelare och komiker
  - Sven Sjönell, svensk skådespelare, regiassistent och scripta
- 2017 – Ulf Stark, svensk författare
- 2020 – Jean Raspail, fransk författare, journalist och upptäcktsresande
- 2021
  - Ned Beatty, amerikansk skådespelare
  - Elisabeth Falk, svensk skådespelare